# Torrent de la Font del Gall
El Torrent de la Font del Gall és un afluent per l'esquerra del Torrent Forcat que transcorre íntegrament pel terme municipal de Gòsol, al Berguedà.

## Xarxa hidrogràfica
La xarxa hidrogràfica del Torrent de la Font del Gall, que també transcorre íntegrament pel terme municipal de Gósol, està integrada per un total de dos cursos fluvials que sumen una longitud total de 1.350 m.